# Goephanes fuscovariegatus
Goephanes fuscovariegatus är en skalbaggsart som beskrevs av Stefan von Breuning 1971. Goephanes fuscovariegatus ingår i släktet Goephanes och familjen långhorningar.
Artens utbredningsområde är Madagaskar. Inga underarter finns listade i Catalogue of Life.